# Château de Landal
Pour les articles homonymes, voir Landal.
Le château de Landal est un château médiéval situé sur la commune de Broualan en Ille-et-Vilaine. La seigneurie puis comté de Landal a appartenu à plusieurs grandes familles de la noblesse bretonne. C'est l'un des grands châteaux de l'histoire bretonne.

## Description
À quelques kilomètres au sud-est de Dol-de-Bretagne, se dresse sur un éperon barré la silhouette du château des anciens sires de Landal, dominant un chapelet d’étangs naturels, qui forment une défense naturelle sur ses flancs ouest, nord et est. Le domaine comprend un bois d'une centaine d'hectares et une avenue cavalière large de 45 m et longue de 1 200 mètres.
Il est situé à Broualan qui était autrefois une section de la commune de la Boussac ; elle a été érigée le 4 juin 1853 en paroisse, puis en commune le 20 avril 1887.
Le château, formant chemise de remparts, tours et bâtiments est entouré en partie de douves anciennes et d'un étang de ceinture. À l'extérieur se trouvent d'un côté l'avenue cavalière, ayant de part et d'autre une chapelle seigneuriale du XVIIe siècle et un colombier (ou fuie) et d'un côté, d'un autre l'ancien potager et l'étang de ceinture.
Le bâtiment principal du château est un donjon du XVIIe fortement remanié dans les années 1848-1850. Il est de forme quadrangulaire entouré de quatre imposantes tours rondes. Il a été rebâti (fenêtres, couronnement, toitures et intérieurs) par Louis du Breil, propriétaire du domaine.
La cour est entourée de courtines et de tours d'angles : 
-la tour « de France » est la plus ancienne, probablement du XIVe siècle, située au sud, près de l'entrée de la cour. Elle s'est malheureusement effondré en partie du côté de la douve. Un écu armorié de trois fleurs de lys s'y trouvait, datant du XVIIIe siècle et était marque des comtes de Landal (famille de France). Elle avait probablement été restaurée à cette époque, c'est-à-dire après l'incendie de 1758 par les troupes anglaises ; -il reste également deux tours du XVe siècle, également restaurées, situées sur le flanc nord du château, et surplombant l'étang de ceinture. La courtine qui les réunissait aux XIVe – XVe siècles n'existe plus, à part quelques traces de fondations;
-la tour des communs date des XVe et XVIIe et semble avoir été rebâtie en même temps que les communs remplaçaient la courtine ouest.
-les communs sont du XVIIe siècle, ornés vers l'intérieur par d'admirables lucarnes à fronton arrondi en granite.
-la porterie monumentale est l'œuvre de l'architecte Arthur Regnault vers 1899-1900. Le nouveau propriétaire du château, Maurice de Thomasson, souhaitait faire construire un pont-levis en état de marche. Cependant le projet n'aboutit pas et proposa la porte actuelle, avec grille de fer et courtine crénelée, précédée d'un pont dormant.
Du côté oriental, longeant également l'un des étangs, se trouve également un potager ou jardin d'agrément entouré de murs d'une surface d'environ 600 ares et séparé du château par l'une des douves.
Le château a été inscrit au titre des monuments historiques par arrêté du 6 octobre 1981 pour ses façades et toitures, celles de ses communs, de sa chapelle et de sa fuie. Les anciennes lucarnes du donjon ont disparu au cours du XXe siècle.

## Historique
Probablement ancien manoir d’une seigneurie située à la Boussac, ou à l'époque à  Épiniac, et citée dès le XIe siècle. Ses seigneurs étaient vassaux de ceux de Dol.
Le château a été fortifié de quatre tours au XVe siècle, dont deux ont semble-t-il subsisté, ainsi que sa basse-cour entourée d’une d'enceinte avec courtine. Une douve fut creusée au sud, pour compléter la défense de l’édifice.
Chef-lieu d’une châtellenie ayant appartenu notamment à la Maison de Rohan, il  servit de garnison pour les ducs de Bretagne lors de la guerre de Cent Ans, alors qu'il appartenait à Marie de Montauban, accusée d'avoir empoisonné son premier mari Louis Ier de Rohan-Guéméné, et forcée à rester close par son second époux le seigneur de Craon, Georges de La Trémoïlle.
En avril 1354 il est pris par surprise, par Arnoul d'Audrehem.
Transmis par alliance dans les familles de Montsorel, d'Aubigné, de Montauban, de Rohan-Guéménée au XVe siècle, de Maure au XVIe siècle et de Rochechouart-Mortemart en 1643, il est vendu par les Rochechouart-Mortemart en 1697 à Olivier de France, seigneur de la Chèze, issu d'un ancien lignage de Bretagne, et qui a obtenu l'érection de la terre de Landal en comté en 1716. Le comté est transmis en 1781 à la Maison du Breil, seigneur de Chalonge.
En 1758, le château est le théâtre d'une vengeance de la part des Anglais, lors de leurs incursions sur les côtes normandes et bretonnes. Ils l'auraient incendié à cause de la résistance opposée par la garnison d'Olivier-Joseph de France, comte de Landal et capitaine général des garde-côtes de Dol-de-Bretagne, lors de leur débarquement à Cancale, alors qu'il commandait deux batteries basses qui tirèrent un millier de coup de canons sur leurs navires.

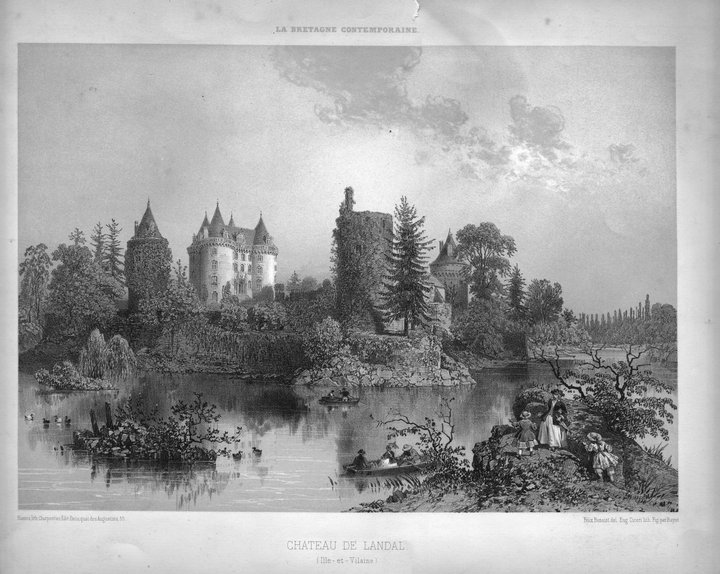
Reproduction d'une lithographie de Félix Benoist,dans La Bretagne Contemporaine éditée chez Charpentier en 1865.

Le château, avec son domaine de 350 hectares, est acheté par Maurice de Thomasson en 1892 au comte Louis du Breil (1844-1917).
De 2013 à 2015, après plus de dix ans d'abandon et de vandalisme, il est géré par la famille Guyot (déjà  propriétaire des châteaux de la Ferté-Saint-Aubin, Bridoire et  Saint-Brisson).
Depuis 2016, il est de nouveau à l'abandon, à la suite d'un différend opposant la famille Guyot avec l'abbaye de la Lucerne, propriétaire des lieux. Le château est régulièrement visité par des explorateurs urbains pour y faire des photos ou tourner des vidéos.

## Liste de seigneurs de Landal
- Hamon de Landal, alias de Montsorel premier seigneur de Landal, cité vers 1084[13], père de :
- Gelduin de Landal, seigneur de Landal, décédé après 1137, année où il fonde l'abbaye de la Vieuville[13] (sur Épiniac, à 4 km au nord du château), avec sa femme Adelise. Sa fille Florine, dame du Fresnay, aurait épousé de Bertrand du Guesclin, seigneur de Guarplic (+ 1150) ; D'après Dom Augustin du Pas, Geldoin eut deux fils, Jean, Hamon et Zacharie de Montsorel[14];
- Jean de Montsorel, seigneur de Montsorel et de Landal, vivait en 1171. Il fut le père de Guillaume, Robert, Olivier et Zacharie de Montsorel[15].
- Guillaume de Montsorel, seigneur de Landal[16], dont :
- Mathilde de Montsorel, dame de Landal, fille du précédent, mariée en premières noces une première fois, puis à Raoul d'Aubigné, dont postérité ; et enfin à Jean Painel :
- Raoul d'Aubigné, seigneur de Landal, fils des précédents, troisième époux de Sibylle de Valognes, décédée vers 1212-1218 (veuve de Robert de Ros, 2e lord Hamlake puis de Guillaume de Percy, seigneur de Percy), dont :
- Philippe d'Aubigné, seigneur de Landal, fils du précédent, et :
- Raoul d'Aubigné, seigneur de Landal, frère du précédent, dont :
- Raoul d'Aubigné, seigneur de Landal, fils du précédent, né vers 1250, décédé en 1315, dont :
- Guillaume d'Aubigné, seigneur de Landal, fils du précédent, né vers 1300, décédé après 1384, marié à dame Philippa (nom inconnu), dont :
- Mahaut d'Aubigné, dame de Landal, fille du précédent, marié en 1366 à Olivier de Montauban, seigneur de Queneville, né vers 1348, décédé vers 1389/1409, fils de Olivier de Montauban, seigneur de la Ferté (v.1325-1388) et de Jeanne Malesmains (v. 1328-1383), dont :
- Guillaume de Montauban, seigneur de Montauban et de Landal, capitaine de Dinan, fils du précédent, né vers 1367, décédé en mai 1432, marié en premières noces en 1382 à Marguerite de La Roche-Bernard, fille d'Eudes, seigneur de la Roche-Bernard et de Béatrice de Craon. Veuf, il se remaria ne 22 août 1422 à Bonne Visconti, née en octobre 1385, décédée en 1433, fille de Charles Visconti (1359-1403), seigneur de Parme et de Crémone et de Béatrice d'Armagnac, dont :
- Jean de Montauban, seigneur de Montauban et de Landal, amiral de France, maréchal de Bretagne, fils du précédent, né vers 1412, décédé en mai 1466, marié à Anne de Keranrais, dame de Keranrais[17], fille d'Eon de Keranrais, seigneur de Runfao et de Jeanne de Launay, dont :
- Marie de Montauban, dame de Landal, Montauban, Remilly-sur-Lozon, Marigny, fille du précédent décédée le 25 février 1477, épouse en premières noces le 7 novembre 1443 Louis (Ier) de Rohan, seigneur de Guéméné, né vers 1410, mort le 24 décembre 1457, fils de Charles Ier de Rohan, seigneur de Guéméné et de Ker Manet-Guégan (†1438) et de Catherine du Guesclin, dame du Verger (†1461), empoisonné par sa femme, notoirement infidèle. Veuve, le testament de son mari la prive de la tutelle de ses trois enfants ; elle se remarie en secondes noces en 1464 Georges de La Trémoïlle, seigneur de Craon, qui s'en sépare en 1471, puis la fait enfermer. Elle aurait épousé en 3e noces Jean de Caradreux, seigneur de Neuvillette[17], dont :
- Louis de Rohan, dit "le Grand" fils des précédents, seigneur de Guéméné et de Landal, de la Rochemoisan, Montauban, Remilly-sur-Lozon, Marigny, Condé-sur-Noireau, baron de Lanvaux, etc., né vers 1444, mort le 25 mai 1508, marié en 1463 avec Louise de Rieux, née en 1446, fille de François de Rieux, comte d'Harcourt (1418-1458) et de Jeanne de Rohan (†1459)[17], dont :
- Henri de Rohan, fils du précédent, seigneur de Landal, marié en 1497 à Marguerite du Pont-l'Abbé, dame de Plusquellec, décédé en 1499, sans postérité. Sa veuve se remaria avec François de Tournemine, baron de La Hunaudaye et du Hommet (†1500)[17] ;
- Jean de Rohan, frère du précédent, seigneur de Couesron-sur-Loire et de Landal (après son frère), gouverneur de Touraine, grand-maître de Bretagne sous les reines Anne et Claude (duchesse de Bretagne), mort le 19 janvier 1524, épouse Guyonne de Lorgeril, (en minorité le 24 décembre 1483), dernière héritière de la Maison de Lorgeril en Jugon, dame de Tressaint et de La Tourniolle, morte le 22 août 1483. dont :
- Hélène de Rohan, fille du précédent, dame de Landal et de Lorgeril, décédée le 15 mai 1551, épouse en mars 1513 François de Maure, 1er comte de Maure (1553), seigneur de Bonaban, né le 2 avril 1497, mort le 27 avril 1557, fils de Jean VIII de Maure, seigneur de Brieux et de Marie d'Anger[17],[18], dont :
- Claude de Maure, 2e comte de Maure et seigneur de Landal, né le 31 août 1517 à Maure, mort le 25 avril 1564, marié le 5 janvier 1551 à Françoise Hélie de Pompadour, fille de François Hélie de Pompadour (+1534), vicomte de Comborn, etc., chambellan du roi, et d'Isabeau Picart[18], dont :
- Charles de Maure, 3e comte de Maure et seigneur de Landal, et du Plessis-Anger, né février 1555 à Tours, tué en duel à l'âge de 19 ans le 27 janvier 1575 à Angoulême, marié en 1573 à Diane de Pérusse d'Escars, comtesse de La Vauguyon, décédée en 1611, fille de Jean de Pérusse d'Escars (+1596), prince de Carency et d'Anne de Clermont (+1595)[18]. Diane d'Escars, jeune veuve, épousa l'homme qui avait tué son mari, Louis de Steuer de Caussade, comte de Saint-Mégrin, baron de Montbrun, dont postérité. Charles du Maure et Diane d'Escars eurent une fille :
- Louise de Maure, dame de Landal (veuve d'Odet Goyon de Matignon, comte de Thorigny, lieutenant général du Roi pour la Basse-Normandie), née vers 1575, décédée le 23 juillet 1643, épouse le 5 août 1600 de Gaspard de Rochechouart, marquis de Mortemart, prince de Tonnay-Charente, seigneur de Vivonne, né en 1575, mort le 25 juillet 1643 à Paris (deux jours après sa femme), fils de René de Rochechouart et de Jeanne de Saulx-Tavannes (+1626)[19], dont :

Armoiries du duc de Vivonne, maréchal de France, seigneur de Landal de 1675 à 1688.

- Gabriel de Rochechouart, marquis puis 1er duc de Mortemart, prince de Tonnay-Charente, pair de France etc., seigneur de Landal (terre pour laquelle il rendit aveu en 1663[19]), premier gentilhomme de la Chambre du Roi, chevalier des ordres du roi, gouverneur de Paris, fils des précédents, né en 1600, décédé en 1675, marié en 1632 à Diane de Grandseigne, dont la marquise de Montespan, favorite de Louis XIV, et :
- Louis-Victor de Rochechouart, prince de Tonnay-Charente, comte puis duc de Vivonne, puis 2e duc de Mortemart, pair de France, etc., seigneur de Landal, maréchal de France, fils du précédént, né le 25 août 1636 à Paris, mort le 15 septembre 1688 à Chaillot (Paris), marié en septembre 1655 à Antoinette de Mesmes, décédée le 10 mars 1709, fille de Henri de Mesmes, président du Parlement de Paris, grand-père de :
- Louis de Rochechouart, prince de Tonnay-Charente, puis 4e duc de Mortemart, etc., seigneur de Landal, petit-fils du précédent, né en 1681. Il était le fils de Louis de Rochechouart, prince de Tonnay-Charente, 3e duc de Mortemart, (1663 - 3 avril 1688), et de Marie-Anne Colbert, fille de Jean-Baptiste Colbert. En 1697, le duc de Mortemart cède sa terre de Landal à Olivier de France, qui suit. Général et pair de France, il participa à la prise de Barcelone en 1714 et décéda en 1746.
- Olivier de France, seigneur de Bléruais, gouverneur de Dol, fils de Claude de France, écuyer, seigneur des Vergers, du Boishulin et de Bléruais, et de Marie de Laval, né le 24 novembre 1666 à Iffendic, mort le 14 avril 1748. Il fait l'acquisition en 1697 de la châtellenie de Landal, tenue de l'évêché de Dol et du comté de Combourg[20].

## Liste des comtes de Landal
- Olivier de France, 1er comte de Landal par lettres patentes de 1716, gouverneur de Dol[21], né le 24 novembre 1666 à Iffendic, mort le 14 avril 1748 à Rennes, marié le 8 mai 1690 à Marie du Verger, dame de la Chauvinière, décédée en mai 1722 à La Boussac, fille de Michel du Verger, sieur de la Morandière et d'Olive Le Clavier, dont :
- Louis Olivier de France, 2e comte de Landal, seigneur de la Boussac et Bléruais, né le 3 octobre 1693 à  Vitré, mort le 15 février 1739 à la Boussac, épouse le 14 janvier 1714 Anne Gaultier de La Palissade, née le 23 novembre 1688 à Saint-Malo, fille de François Gaultier (1646-1690) et de Marie Loret, dont :
- Olivier Joseph de France, 3e comte de Landal, page de la Petite Écurie du Roi en 1729, fils du précédent[21], né le 3 décembre 1714 à Saint-Malo, décédé à Landal le 22 juillet 1782, époux de Marie Geneviève Fouquer de Kersalio[22] décédée le 1er février 1795 à Jersey, fille de Mathurin Fouquer de Kersalio, procureur du roi à Guérande, dont trois filles :
- Françoise de France, dame de Landal, fille du précédent, née à Rennes en 1750, décédée à Landal en 1835, sans alliance, cohéritière de Landal avec sa sœur Modeste de France (1756-1795) et Geneviève, qui suit :
- Geneviève de France, dame de Landal, fille du précédent, née à Rennes en 1752, décédée à Landal en 1784, épouse en 1780 Louis Malo du Breil de Chalonge, seigneur de la Claye, de la Vallée et la Guerche, dit le « comte de Landal », né le 19 février 1752 à Pleudihen-sur-Rance, mort le 28 novembre 1835 à Baguer-Pican, fils de Toussaint Nicolas du Breil de Chalonge, chevalier, seigneur de la Claye, de Boisbilly et de la Vallée (1712-1779) et de Françoise du Breil de Pontbriand sa cousine (1732-1809)[23], dont :
- Louis du Breil de Landal, 4e comte (titre de courtoisie), né le 15 décembre 1782 à Rennes, mort le 21 juin 1829 à la Boussac (la Chevillonnais, aujourd'hui à Broualan), épouse en premières noces en 1802 Eulalie Le Fer de La Sauldre, décédée en 1809 sans postérié, puis le 31 mars 1813 Marie Louise Picot de Vaulogé, décédée en 1859[23], dont :
- Louis Charles du Breil (de Chalonge) de Landal, 5e comte de Landal, né le 19 juin 1814, mort le 20 mai 1884, époux le 31 août 1842 de Mathilde de Banville de La Londe, fille de Georges, vicomte de Banville de la Londe d'Antoinette Le Perdriel[23], dont :
- Louis Édouard du Breil de Landal, 6e comte de Landal, né en 1844[23], décédé en 1917, sans alliance. Il vend le château et le domaine de Landal à Maurice de Thomasson en 1892.

## Derniers propriétaires
- Maurice de Thomasson, fils d'Adrien de Thomasson de Vaugoubert et d'Eve Arnault de La Grossetière, marié à Nantes le 20 juin 1885 à sa cousine Herminie Arnault de La Grossetière, fills d'Hypolytte Anault de La Grossetière et de Pauline Audibert, acquiert le domaine de Landal en 1892[10].
- Maurice de Thomasson, fils des précédents, né à Nantes le 6 juillet 1889, décédé à Saint-Servan-sur-Mer en 1927, sans alliance. Ses deux sœurs Marthe et Yolande étant décédées avant lui, une part du domaine revient à sa mère[10] ; il participa au mouvement des Camelots du roi[24] :
- Herminie Arnault de La Grossetière, mère du précédent, décédée au château de Landal le 31 janvier 1938, et inhumée à Nantes[25] en indivision avec André Louvel, légataire de Maurice de Thomasson[10].
- M° Jean Cassard, légataire de madame de Thomasson, en indivision avec André Louvel, légataire de Maurice de Thomasson[10].

## Terrier
(liste non exhaustive)
- Dîmes d'Epiniac, cédées par Mathilde, dame de Landal au début du XIIIe siècle à l'Abbaye Notre-Dame du Tronchet.

## Héraldique
| Armoiries                  | Familles de seigneurs de Landal, autres titres et blasonnement |
|                            | Famille de Montsorel, propriétaire de Landal des origines à 1200 environ. Seigneurs de Montsorel. De gueules à quatre fusées d'argent, accolées en fasce |
|                            | Famille d'Aubigné, propriétaires de Landal aux XIIIe et XIVe siècles. Seigneurs d'Aubigné. De gueules à quatre fusées d'argent poées en fasce, qui est Montsorel, accompagnée de six besants de même. |
| Blason Maison de Montauban | Famille de Montauban, propriétaire de Landal de … à 1477. Seigneurs de Montauban, Remilly-sur-Lozon, Marigny. De gueules à neuf macles d'or, posées 3,3,3 ; au lambel d'argent de 4 pièces. Puis : Écartelé, en 1 et 4 de gueules à neuf macles d'or, posées 3,3,3 au lambel d'argent, qui est Montauban, et en 2 et 3 d'argent, à une couleuvre ondoyante en pal d'azur, couronnée d'or, engloutissant un enfant de carnation, posé en fasce, les bras étendus, qui est Visconti de Milan |
|                            | Maison de Rohan-Guéméné, propriétaire de Landal de 1477 à 1551. Seigneurs de Guéméné, de Montauban, Remilly-sur-Lozon, Marigny, de la Rochemoisan, Condé-sur-Noireau, Lanvaux, Couëron, Lorgeril, etc. Écartelé en 1 et 4 de Navarre, en 2 et 3 d'Évreux, sur le tout parti en 1 de gueules aux neuf macles d'or posées 3, 3 et 3 qui est de Rohan, et en 2 d'hermine qui est de Bretagne. |
|                            | Famille de Maure, propriétaire de Landal de 1551 à 1643. Seigneurs puis comtes de Maure (1553), vicomtes de Fercé, seigneurs de Châteauthébault, Lohéac, du Gué-au-Vayer, du Plessis-Anger, la Rigaudière, du Loroux, de Landanière, de Sucé, de Parigné, de Saint-Étienne Montrelais, de Lorgeril, de Quéhillac, de la Sénéchalière, etc. De gueules au croissant de vair. |
|                            | Maison de Rochechouart de Mortemart, propriétaire de Landal de 1643 à 1697. Pairs de France, marquis puis Ducs de Mortemart (1650), prince de Tonnay-Charente, comtes puis ducs de Vivonne, marquis de Moigneville et d'Everly, comtes de Maure, seigneurs de Lussac, etc. Coupé d'un trait, parti de trois autres qui font huit quartiers au 1, de gueules, au croissant de vair (de Maurre); au 2, d'azur, à trois fleurs-de-lis d'or au bâton péri en bande de gueules (Bourbon); au 3, de gueules, à neuf macles d'or (Rohan); au 4, burelé d'argent et d'azur de dix pièces à trois chevrons de gueules brochants sur le tout, le premier écimé (La Rochefoucault); au 5, d'argent, au guivre d'azur couronné d'or engoulant un enfant de gueules (Milan); au 6, de gueules, aux chaînes de Navarre d'or (Navarre); au 7, de gueules, au pal de vair (d'Escars); au 8, d'hermine plain (Bretagne). Sur le tout fascé enté de six pièces d'argent et de gueules. |
|                            | Famille de France propriétaire de Landal de 1697 à 1835. Comte de Landal par lettres patentes en forme de charte, datée d'avril 1716 (non enregistrées). D'argent à trois fleurs de lys de gueules. |
|                            | Maison du Breil, seigneur de Chalonge, suite à une alliance avec la famille de France propriétaire de Landal de 1835 à 1892. Comte de Landal par courtoisie. D'azur au lion d'argent, armé, lampassé et couronné de gueules. |
|                            | Famille de Thomasson de Vaugoubert propriétaire de Landal de 1892 à 1927. Suivi de la famille Arnault de La Grossetière (madame veuve de Thomasson) de 1927 à 1938. De gueules au chevron d’argent accompagné en chef d’un lion d’or et en pointe d'une étoile du même. |

## Sources
- Archives départementales d'Ille-et-Vilaine :
  - 31 J : fonds famille de France
  - 138 J : fonds famille de Thomasson (Landal)